# 中城葵
中城 葵（なかじょう あおい、1998年-)は、日本のAV女優である。プロダクションALIVE所属。なお同音異字のAV女優・中条あおい（2019年6月デビュー）とは別人である。

## 略歴
長野県松本市出身。デビューまでの性交経験は同窓会で知り合った後に行った一度。恋愛経験がなくコンプレックスだったため、AV出演を決意し、2019年12月にSODクリエイト・青春時代レーベルからデビュー。デビュー作はFANZA配信部門週間AVランキング49位を獲得。「デビュー作では1対1のHを2回して、最後は3Pもしたので経験人数が一気に4人増えました（笑）」と経験の増加を喜んでいる。
2020年4月、『「セフレでいいからそばにいさせて…」教え子に中出し妊娠を迫られる不倫で狂った愛の日常＜第4章＞ 中城葵』がFANZA通販デイリーランキング1位を獲得。
2023年7月3日週FANZA動画フロアランキングにて、2022年12月に発売された出演アンソロジー作品『【福袋】S-Cute 可愛い子だけ15作品をノーカット収録38時間!』が1位を記録。8月7日週FANZA動画フロアランキングにて、同作品が3位再浮上。

## 人物
- 小さい頃から水泳教室に通い、学生時代の部活も水泳部一筋[1]。デビュー作のジャケット写真も水泳部のイメージから連想でデザインされた[1]。
- 「作品自体は売れてほしい」が「表に出て有名になりたいって気持ちはあんまりない」という方針でメディアのインタビューには応じているものの、SNSや詳細なプロフィールは明かしておらず[1][7]、イベントなどへの出演も辞退している[8]。生年月日も明かされていないが、2019年12月発売（ただし撮影自体は9月）のデビュー作では20歳と答えている。
- AV監督のTODOは野球で例えれば「岩隈久志投手のフォームの美しさ」、ガンダムで例えれば「ガンダムF91」[9]と中城のスタイルを例えている。

## 作品

### アダルトビデオ
- 間違いが起きそうな予感、止められない。 中城葵 SOD専属AVデビュー（12月12日、青春時代）

- 部活少女と昼間っから一日中、ね～っとりピストンで粘着性交 中城葵（1月9日、青春時代）
- 健やかさわやか部活女子がむりくり淫語言わせられる 困惑→赤面→発情 ず～っとカメラ目線性交。 中城葵（2月6日、青春時代）
- 最初で最高の校則違反「学校で初中出し」 間違いが起きそうな予感、止められない。 中城葵（3月26日、青春時代）
- 父親に家庭内わいせつされてる娘 中城葵（4月23日、SODクリエイト）[10]
- 「セフレでいいからそばにいさせて…」教え子に中出し妊娠を迫られる不倫で狂った愛の日常＜第4章＞ 中城葵（5月21日、ひよこ）
- 「ねえパパ 娘に乳首イジられるのってどんな気持ち?」 性欲に純粋すぎる嫁の連れ子に朝から晩までいじられ続け乳首中毒にさせられました 中城葵（6月1日、LUNATICS）
- 女子校生 中出し20連発 中城葵（6月11日、アイエナジー）[11]
- 流出事故 誰にも見せないでよ… AVの真似事で大火傷 元アイドル高スペック彼女とラブいちゃハメ撮り（6月19日、ABC/妄想族）
- 「あなたの射精が私の幸せ」健気な優等生は凄い締め付け名器の極上ご奉仕美少女でした。淫猥セックス官能遊戯 中城葵（6月25日、オーロラプロジェクト・アネックス）
- 「最近、お姉ちゃんのことが好きすぎて…」 神ルックス美人姉を女として意識してしまう弟くんのお悩み解決企画! バラエティ番組と騙して呼び出した姉と一緒に過激ミッションに挑戦! 賞金欲しさに禁断の一線を越えてセックスしてしまうのか!?徹底検証（7月10日、赤面女子）
- 「私、引きこもりの同級生とその家族の人たちに 凌辱され種付けされ続けるの…そう、これから毎日…」 中城葵（7月13日、オーロラプロジェクト・アネックス）
- 【妄想主観】ショートカットでスレンダー性格良しの制服美少女と見つめながら高級ホテルでひたすらヤリまくる 中城葵（9月15日、エロタイム）
- 巨乳娘のクリトリスの形までハッキリわかる! ノーモザイク連続絶頂パンツ越しオナニー 2（9月24日、アイエナジー）
- 完全主観 制服援●交際 中城葵（10月9日、宇宙企画）
- 僕を助けてくれる幼なじみがいじめっこに犯されているのを見て勃起した 中城葵（11月1日、MOODYZ）
- 妻が実家に帰っている間、教え子と24時間夢中でヤリまくった記録。 中城葵（11月7日、BeFree）
- 月々定額料金で挿れ放題・ナマ中出し放題! 定額制制服美少女派遣します。 中城葵（11月13日、MOODYZ）
- 彼女が帰省中、中学時代の後輩から学生寮に呼び出され誘惑されるがままに生ハメ中出ししまくった（11月26日、青春時代）
- 女子マネージャー朝練NTR 僕（キャプテン）の彼女が嫌われ者（補欠部員）の汗臭チ○ポを毎日、毎日しゃぶっていたなんて… 中城葵（12月1日、MOODYZ）
- 水泳教室NTR インストラクターの優しさに溺れた妻の衝撃的浮気映像 中城葵（12月7日、マドンナ）
- ハイエナ姦 レ×プされた後の無口な無気力少女を中出し堕とし 中城葵（12月25日、本中）

- 新 就職活動女子大生 生中出し面接 Vol.005（1月15日、S級素人）
- 終電を逃した酔っ払った同僚とホテルで相部屋に… あまりの無防備な姿に我慢出来なくなって… Vol.005（1月15日、S級素人）
- 抱かれたくない男に死にたくなるほどイカされて… 中城葵（1月25日、マドンナ）
- 現役JDおじ散歩 高田馬場編 知的に見える涼しげ現役W大生をオヤジたちの種付け同好会に入会させ絶倫中年肉棒でねっちょり孕ませ調教しました。（1月25日、ナンパJAPAN）
- 性に無関心だった文学美少女が愛液を垂れ流しながら奥突き懇願する媚薬漬け観察日記 中城葵（2月12日、REAL）
- 現代肉欲劇場 パパ大好き…（2月13日、FAプロ）
- この子ヤバイ!! 無邪気な顔してえっちに夢中 中城葵（3月1日、S-Cute）
- 【完全主観】可愛すぎる僕の彼女と激甘ホテルお泊まりSEX 中城葵（3月5日、ONE MORE）
- 思わず勃起してしまう もろパン美少女 葵 中城葵（3月11日、フェチ眼）
- 新 生中出しアオハル制服女子●生バイト Vol.005（3月12日、S級素人）
- まさか! エロ配信が担任の先生にバレちゃうなんて!! 中城葵（4月1日、プラネットプラス）
- 完全主観 即ハメ子作りご奉仕メイド 中城葵（4月9日、宇宙企画）
- うっとりと股間を見つめる少女の視線… 孕みざかり 中城葵（5月13日、無垢）
- 彼が出張で不在中、彼の父親に執拗に媚薬姦され続け、性交中毒と化した美少女。 中城葵（5月13日、宇宙企画）
- 絶賛発育中のムラムラ美少女女子校生が意中の男性宅の合鍵を入手! あの手この手の小悪魔おねだり性交で締まりのいい膣中に生中出し!（5月13日、SCOOP）
- 鬼畜父の性玩具 彼氏との仲を引き裂かれた制服美少女 中城葵（6月1日、	プラネットプラス）
- 童貞さんいらっしゃい!! 天使のように優しい現役介護士さんチャレンジ・ザ・ミッション! 授乳手コキ & おっぱいハグ! 恥じらい赤面素股プレイ中ぐちょぐちょマ●コにヌルっと挿入筆おろしSP Vol.001（6月13日、S級素人）
- 再婚した相手の連れ子に「お母さん」と呼ばれたくてお風呂で背中を流していると、突然バスタオルが落ちてしまいオッパイがポロリ!! 敏感に反応した息子のチ●ポを母の愛で包み込む。（6月13日、SCOOP）
- 制服J○中出し個撮 2 優等生 × パイパン × 帰国子女 全員ガチイキ連続射精!（6月25日、クリスタル映像/MANIAC）
- 粘着ストーカーMの電車痴漢・自宅侵入記録＃21・22（7月1日、蜃気楼）
- 貴女は誰ですか…? ～突然襲われ、犯し尽くされた少女～ 中城葵 一条みお（7月7日、ビビアン）
- あの日からずっと…。 緊縛調教中出しされる制服美少女 中城葵（7月13日、無垢）
- 鉄枷少女 中城葵（8月19日、ドグマ）
- 性欲が強すぎるゾクゾク多感症人妻とシティホテルで排卵日にひたすら子作り不倫SEXに明け暮れた1日のお話 結婚3年目中野区在住 中城葵さん（仮名）30歳（8月19日、ゾクゾク娘/妄想族）
- レースクイーン志願者育成講座親父の面接 養成員（9月14日、REAL）
- 露天温泉10発中出し 美白美少女スベスベ肌のいいなり女子校生 中城葵（11月12日、ま○こ銀行）
- 激カワ制服女子…黒く塗られた夢と純潔 夢につけ込む大人達…騙され辱められる 不条理ボロボロ堕ち 中城葵（11月16日、ABC）
- 【童貞君を探し出して筆おろしセックス出来たら100万円!?】 親友の素人娘2人が童貞求めてはじめての逆ナンパ!! SNS、マッチングアプリもフル活用!! 見つけ出した童貞ち●ぽを奪い合うハーレム筆おろし! 生中しすぎてキンタマ枯渇!!（11月26日、赤面女子）
- ノーカットセレクション 新スーパースター降臨 中城葵 8時間BEST（12月14日、宇宙企画）※単体ベスト

- マジメな女子○生たちが放課後、投げ銭目当てにエロチャットでオナニー生配信! 8人（1月25日、UMANAMI）
- ナンパコNo.13 「ハロウィンなんでコスプレしませんか?」という提案にOKしてくれた女子大生をナンパしてJ●コスプレで連続中出し!（1月27日、First Star）
- 精飲美人 涙目で感じながら立秋の精子を味わう露出デート（1月27日、SUN）
- 素人女子大生ガチナンパ! JDのお部屋におしかけその場でガチ口説き生ハメ猛烈ピストン激イカセ! 特濃ザーメンをいっぱいドピュドピュ中出し!!（1月28日、赤面女子）
- 昏睡レイプされた真面目な女子生徒 中城葵（3月1日、アタッカーズ）
- 顔に似合わずお下品に股を開く援助女子●生に生中出し! 3（3月8日、宇宙企画）
- 神熱AV女優を1日貸し切り、ひたすら本能の中出し交尾。 ACT.18 中城葵（4月1日、プレステージ）
- 放課後に彼女と。どこでもラブラブセックス。 中城葵（4月5日、S-Cute）
- 完璧なるアスリートボディ! 長身! 軟体! ムキムキ筋肉!! 憧れの女子体育大生が生ハメまたがり杭打ち騎乗位に挑戦! トレーニングで鍛え上げた引き締まった腹筋をヒクヒクさせ本気イキ! フル勃起チ○ポを騎乗位で次から次へと射精させザーメンで溢れるほどに満たされたオマンコは絶頂が止まらない!!（5月13日、赤面女子）
- 国○水泳200m平泳ぎ選手 AV出演（5月24日、REAL）
- 東京中出し部 Vol.04 8名240分（5月27日、MERCURY）
- ツキマトイ盗撮痴漢 4（6月17日、DOC）
- とっても優しいナースさんに早漏ギンギン敏感ち●ぽの介抱してもらいました!! 発射寸前なのに優しく触られて、も～限界! ドピュドピュッドピュピュー!!（6月24日、赤面女子）
- 粘着ストーカーMの再会・監禁姦記録＃75・76（9月1日、蜃気楼）
- お兄ちゃんの妹観察日記vol.1 眠らせてから好き放題いたずら・近親中出しセックス（9月23日、赤面女子）
- 想像できない誰にも見せられない有名私立女子●生の本性丸出しナマ交尾 14（10月11日、宇宙企画）
- W挑発美少女 スベスベ肌のスレンダー娘たち 中城葵 双葉くるみ（10月28日、ま○こ銀行）
- 会社に内緒でランチタイムに援●SEXで金を稼ぐ美人OLに生中出し 07（11月8日、BAZOOKA）

- 「イってるからぁ!」 淫乱絶頂生徒指導 癒し系女子大生中出し絶頂SEX 中城葵（3月14日、オーロラプロジェクト・アネックス）
- 淫乱の刻印 絶望実況配信 中城葵（4月11日、オーロラプロジェクト・アネックス）
- 癒し系女子大生のいやらしい営み 中城葵（4月25日、オーロラプロジェクト・アネックス）
- 素人投稿!! 私のオナニー見て下さい!! 18人4時間（5月23日、クリスタル映像/CRYSTAL EX）
- 見た目真面目な制服女子が軽い気持ちでP活してみたら… まさかのどハマり おじさんの巨根を自ら求める不埒な女になりました… 中城葵（6月13日、クリスタル映像/e-kiss）
- 希望を胸にやってきた新人メイドを朝から晩まで種付け痙攣性処理調教 嫌悪しか感じない男に泣きたくなるほど犯されて… 中城葵（7月11日、クリスタル映像/e-kiss）
- いいなり美人妻 透き通る美白美肌の清楚若奥様 あおい28歳（7月14日、ま○こ銀行）

- 放課後J●リフレ嬢に禁断ナマ中出し！！スケスケ丸見えの際どい制服でこっそり生ハメ誘惑してくる裏風俗（1月30日、BAZOOKA）
- 真面目で優等生な制服美少女は脱いだらイイカラダの変態娘 デカチンだ～い好き（4月9日、宇宙企画）
- スマホを置いて不倫しよう 中城葵（5月9日、YONAKA）
- 着床器官 中城葵（9月10日、Hsoda）
- 快適な最期をご提供します。MTR看取られサービス（10月2日、SODクリエイト）

- 蔵の中で緊縛調教される女子校生 田舎町で起きた衝撃の誘拐拉致監禁事件。ボロクソに犯●れ肉便器にされた美少女 中城葵（1月14日、グローバルメディアアネックス）
- 「あの…私をもう一回犯して欲しいです。」 滅茶苦茶に犯●れたい願望のドM女子と絶倫レ×プ魔の生活 中城葵（1月28日、ロイヤル）
- セフレ以上、恋人未満。デート中から頭の中はSEXばかり。色白美人とハメ撮り三昧！ 中城葵（3月18日、S-Cute）
- ばちぼこちゃん。大人しそうなのにパイパン…透明感がスゴい上品なお姉さん あおい「わたし…SEX大好きなんです」思わず惚れそうになるくらいかわいい喘ぎ声で男を惑わすM気質な色白美女をクタクタになるまでハメ倒しちゃいました！！ 中城葵（4月8日、クリスタル映像）
- 介護士ちゃんに恋した私 久しぶりに一目惚れをして勇気を出して2人きりの時にキスしたら優しくキスを返してくれて…一緒にゴハンを作ってお風呂に入って身体を重ね合った同棲レズタイム 中城葵 望月つぼみ（7月10日、凸凹はぁと）
- チ●ポがデカくなる薬を手に入れた男の話 中城葵（7月29日、マザー）

### アダルトVR
- 彼女のお家まで放課後自転車デートVR 中城葵 田舎の冬はやることなくて寒いのでめちゃくちゃヤりまくった（2月23日、SODクリエイト）
- イジメられっ子の同級生に、片思いをしている僕は…体育倉庫で濡れ透け状態の彼女を慰め、汗ダク汁まみれになって死ぬほどSEXしまくった…。 中城葵（2月24日、SODクリエイト）
- それが間違いだと気づけない排卵日中出し￥交旅行 中城葵（6月28日、KMPVR）[12]
- HQ60fps 「え、彼女ができたの!?」 J●幼馴染の嫉妬と愛情が交差する青春SEX（8月12日、TEPPAN）

- 超変態ローションマニアの叔父に狙われた末路 絶え間なく連鎖する快感ループに完全にエロくなってしまった私 中城葵（4月22日、KMPVR-bibi-）
- 欲求不満な女子校生と唾液交換 ヨダレほしさに逆¥交 中城葵（4月28日、KMPVR）
- ―美女に涎を飲ませるVR― あなたの涎をもっと飲ませて（11月5日、KMPVR）
- ゼロ距離陰部!! 窒息脚顔騎（11月10日、KMPVR）
- 顔面を舐め尽くして涎を飲ませてくれるVR（11月19日、KMPVR）
- 女子校生のお尻を愛撫し続ける桃尻イカセVR（12月14日、KMPVR）

- 人里離れたさびれた旅館… 可憐な若女将の唾液だらだら生唾ごっくんご奉仕奮闘記 中城葵（6月9日、KMPVR）
- おしゃぶり派遣メイドの即尺モーニング 絡みつくベロテクとトロ甘ささやきで朝から晩までヌキまくり性活 中城葵（6月23日、KMPVR）
- 透明感に一目惚れ… これからこの制服女子とSEXします。お願いなんでも聞いてくれる年下の後輩彼女と放課後の自宅で制服エッチ 中城葵（7月22日、CRYSTAL VR）

### アダルト配信
- 葵（12月26日、Imagine）

- あおい（5月23日、素人ホイホイZ）
- あおい（5月26日、おっぱいちゃん）
- 【初撮り】【透明感120%】【赤面絶頂】初エッチを経験したばかりの超うぶっ娘。発展途上の身体を大人のSEXで感じさせれば、恥ずかしがっていた彼女も… 応募素人、初AV撮影 150 葵 20歳 大学2年生（6月15日、シロウトTV）
- あお（6月24日、シロウトHouse）
- うえむー（7月15日、素人ホイホイpower）
- 【透明感10000%美少女】ショートカットが可愛い過ぎる五つ星ホテル従業員を彼女としてレンタル! 口説き落として本来禁止のエロ行為までヤリまくった一部始終を完全REC!! ウブカワ過ぎる浴衣デートを楽しんだ後はホテルで濃厚いちゃラブSEX!! 超清楚系かと思いきや、蓋を開けてみれば首●めファックが大大大好きな超ドMちゃんでした!! エロカワ過ぎるメイドコスで、激イキしながら潤んだ瞳で中出し懇願!! さらに二回戦目の全裸セックスもばっちり収録!! 葵ちゃん 19歳 五つ星ホテルの客室清掃係（9月20日、プレステージプレミアム）
- NAKAJOU（12月4日、俺の素人）
- A21ちゃん (shinki021)（12月25日、蜃気楼）
- 【妄想主観】犯●れたがる受付嬢 AOI 中城葵（12月25日、エロタイム）

- あおいちゃん (oretd835)（1月22日、俺の素人）
- あおい（2月1日、S-CUTE）
- あおい 2（2月28日、S-CUTE）
- あおいさん 2 (oretd0867)（5月12日、俺の素人）
- あおいちゃん (gerk371)（5月13日、ゲリラ）
- 放課後中出し撮影会 葵 優等生のパイパンエッチ 中城葵（5月31日、MANIAC Plus）
- あおい (gerk374)（6月9日、ゲリラ）
- 葵さん（6月10日、ゾクゾクタイム）
- 中城（8月10日、ゾクゾクタイム）
- あおいちゃん (exmu071)（9月24日、夢中企画）
- あおいちゃん (orex312)（10月14日、俺の素人）
- A.N（10月21日、素人ホイホイ）
- あおい（11月11日、ビッチガール）
- あおい & ゆあ（11月13日、俺の素人-Z-）
- あおいさん 2 (orex313)（11月18日、俺の素人）
- マジ軟派、初撮。1736 あおい 20歳 専門学生 (医療系) マスク詐欺なんぞ一切ナシの美少女現る! 謝礼につられてあれよあれよと脱がされて…快感に歪む表情まで可愛いカンペキっぷり! 真っ白なスレンダーボディにチンビン必至!!（12月30日、ナンパTV）

- 【ほぼ処女でAV!?】【ウブかわ健気なイラマチオ】【マン汁伸びすぎトロトロま●こが大噴射】瞳が澄んだ田舎育ちのピュアガールかと思いきやチ●コ舐めさせたら涎ダラッダラでマ●コ即濡れ! 苦しそうに美顔を歪める表情は嗜虐心そそられるッ! 美マンにズッボズボに突きまくると「お願いします、イかせてください…」と懇願! すっかり開発された秒濡れビンカンま●こを今日更に開花させる… 中城葵•台本なしSEX、本邦大公開!：ウラトーーク Talk.19（1月4日、HHH）
- ラグジュTV 1506 中村梓 29歳 銀行員 透明感溢れる美人銀行員が欲求不満でAV出演!? 濃厚なキスにうっとりした表情を浮かべ、解放される性欲に身を任せ、刺激に飢えた体が大胆に反応する!（1月7日、ラグジュTV）
- あおい (orec990)（1月16日、俺の素人-Z-）
- あおい (inst204)（1月27日、いんすた）
- あおい 2（2月12日、おっぱいちゃん）
- 【清純J●と初心デートからの恥じらいSEXがマヂエロいっ】笑顔がカワイイ若さ満点の激キャワJ●の「あおい」ちゃんとラブラブSEX! まだまだ初めてだらけのティーンエージャーが今回はハメ撮りに挑戦! いつもとは違うエッチに感度も上昇DE連続中出し2連発!（4月14日、しろうとまんまん）
- あおい 2 (instc234)（4月21日、いんすた）
- A.N (23)（4月26日、素人ホイホイLover）
- 【駅構内で好みのミニスカ & 美脚のJ●ちゃんを見つけた! さっそく追跡】 電車に乗ったので背後について痴●、中出し。電車を降りてからも尾行して自宅を確定、盗撮。後日侵入し、睡眠姦にて中出し及び顔面に発射【パンチラ盗撮/電車痴●/自宅侵入/睡眠姦】 Aちゃん（5月2日、しろうとまんまん）
- あおい 2 (oreco057)（5月9日、俺の素人-Z-）
- 華奢なフレッシュ新社会人が早くもサボって逃避行! 明るい美少女にスタッフも全員ニッコリwww 真新しいスーツから伸びる美脚が堪らん!! まだまだ発育中のお椀型Dカップに経験浅の真っピンクミニま●こ!! 赤面する照れカワリアクションに中出し不可避www 「初めて中に出されちゃった… 一応あとで洗っておきます♪」：今日、会社サボりませんか? 57 in 練馬 あおいちゃん 22歳 楽器メーカー営業1年目（5月9日、プレステージプレミアム）
- あおい（5月13日、素人CLOVER）
- A21ちゃん (shinki091)（5月13日、蜃気楼）
- 【ミニスカ生脚美少女JD!!!】 スタイル抜群で明るい女子大生あおいちゃん! いい子なのが滲み出てて終始キュンが止まらん! お酒が入ると淫乱スイッチオン!!! シリーズ史上1位のエロカワフェラ顔!! 「気持ちよさそうな顔大好き♪」と献身的にご奉仕しまくり!! ぷにっぷにの肉厚マ●コは相性抜群の彼氏チ●ポで連続絶頂!!! 【VlogDiary #012】（5月16日、VLog Diary）
- 【配信専用】空になるまで連続射精! 超絶追い手コキ! 2（6月9日、ふぇちぽいんと）
- 土手高肉厚名器マ○コの保育士! 優しい筆おろしSEX（6月15日、E★ナンパDX）
- あおいさん 3（6月19日、俺の素人-Z-）
- 【盗撮】美人歯科衛生士が患者と生SEXしている様子を盗撮。凄フェラテクでビンビンに勃起させた後に白衣姿で中出しSEXまでご案内しちゃう【流出××】（6月24日、素人CLOVER）
- あおいちゃん（6月30日、ホームメイド）
- Y100ちゃん & I100ちゃん（7月15日、蜃気楼）
- あおい（10月4日、素人ペイペイ）

- 【ネトラセをさせた夫を睨むようにしつつも淫らに感じまくるムッツリどスケベ妻】愛しの妻を赤の他人に寝取らせてみたら…【あおい (23) / 結婚1年目】（1月2日、ドキュメントdeハメハメ）
- 【欲求爆発! ご無沙汰カレちんを貪りイチャラブ生ハメえっち♪】 入院中の彼氏のために病室でフェラ抜きしちゃいます! 退院即日宅ハメ中出し♪ 愛を確かめ合いながら溜まりに溜まった性欲を開放してミニスカ白衣姿で絶頂連発ハメ乱れ3射精!!! 【あまちゅあハメREC＃あずさ＃歯科衛生士】（1月3日、MOON FORCE）
- ふどう（1月24日、性帝サウザー）
- あおい（2月10日、シロウト急便）
- A.N 2（2月14日、素人ホイホイLOVER）
- 青木さん（3月1日、E★ナンパDX）
- お互いの身体を知り尽くした元カノと超絶快感確定なしくずしセックス! 相性抜群のチ●ポに貫かれ恥ずかしいくらいに爆ヌレ!! ぐっぽぐっぽドエロい接合音を響かせながら的確なポルチオ責めピストンに久々のガチイキしちゃいました!! #054 あおい / おっとり清楚系元カノ（5月19日、ドキュメントdeハメハメ）
- あおい (orev046)（7月9日、俺の素人-Z-）
- AO01（7月14日、路地裏ぱんぱん）

### イメージビデオ
- きみが好き。。（2021年11月26日、スパイスビジュアル）※「橋本ひなの」名義
- Girl Friend 中城葵（2024年8月2日、ファインピクチャーズ）

## 外部サイト
- 公式プロフィール - プロダクションALIVE